# Animantarx
Animantarx ramaljonesi
Genre
Espèce
Animantarx ("citadelle vivante") est un genre éteint de dinosaures ornithischiens herbivores, un petit ankylosaurien de la famille des nodosauridés. Un seul spécimen fossile a été découvert, dans la formation de Cedar Mountain dans l'est de l'Utah. Les couches sédimentaires où a été trouvé Animantarx sont situées à cheval sur le Crétacé inférieur et supérieur, de l'Albien supérieur jusqu'au Cénomanien inférieur, soit il y a environ entre 106 et 97 Ma (millions d'années).
Une seule espèce est rattachée au genre : Animantarx ramaljonesi, décrite par Kenneth Carpenter et ses collègues en 1999.

## Étymologie
Le nom de genre Animantarx est composé des mots latins « animatus », « vivant ou animé » et « arx », « citadelle ou forteresse », pour donner « citadelle vivante ». Il fait référence au « blindage » que porte cet animal sous forme de plaques osseuses dermiques. Cela fait aussi référence au commentaire du paléontologue américain Richard Swann Lull en 1914, à propos des ankylosauriens : « une citadelle vivante, ces animaux doivent avoir été pratiquement inattaquables... ». Le nom d'espèce ramaljonesi rappelle le nom du découvreur du fossile, Ramal Jones.

## Découverte

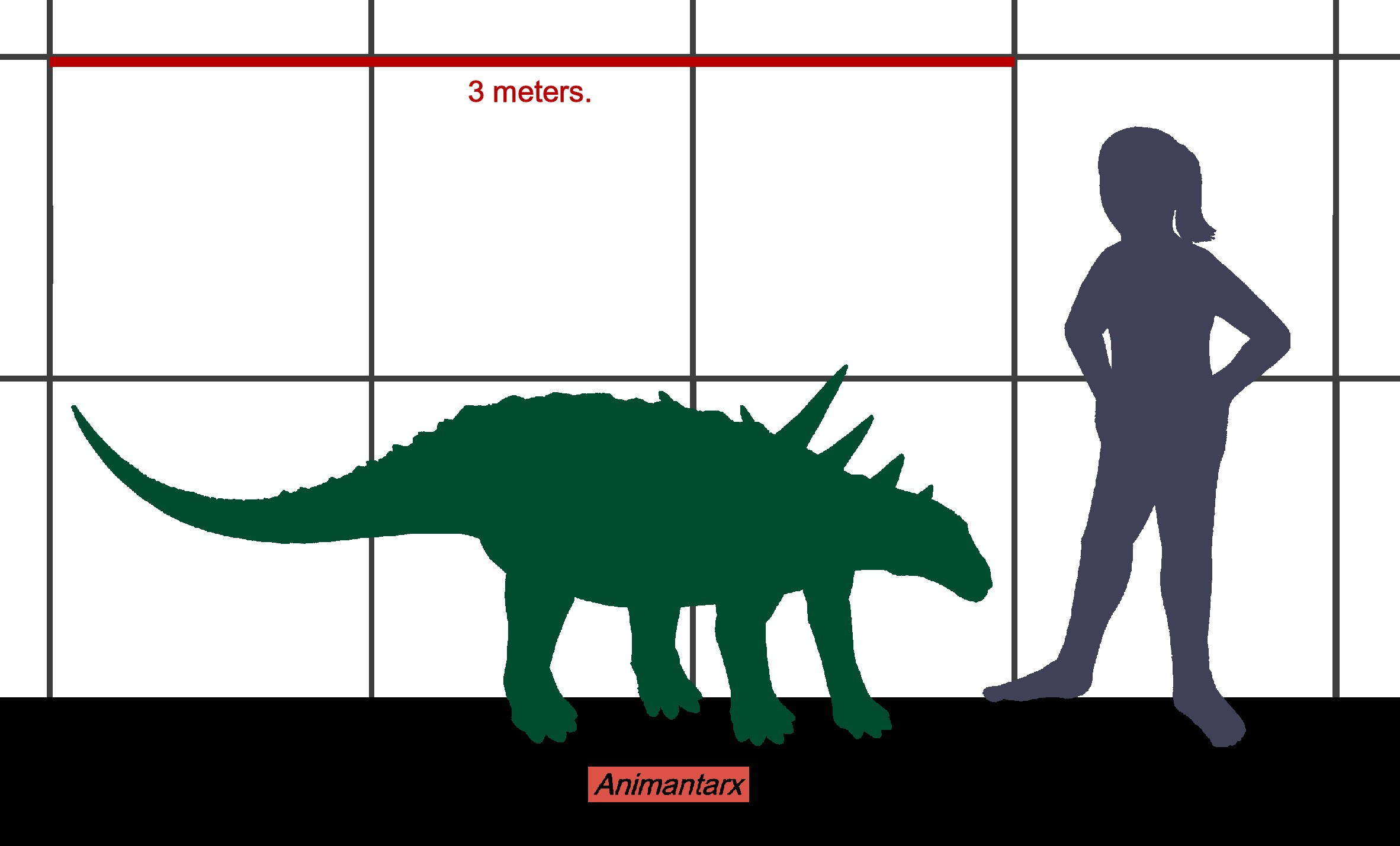
Coparaison de la taille d'Animantarx et d'un humain.

Le fossile a été détecté par Ramal Jones en enregistrant la légère radioactivité de ses os alors qu'il était encore enfoui sous des sédiments,.

## Inventaire des fossiles retrouvés
- CEUM 6228R : crâne partiel, vertèbres, fémur, bassin partiel, côtes, scapulo-coracoïde.

## Description

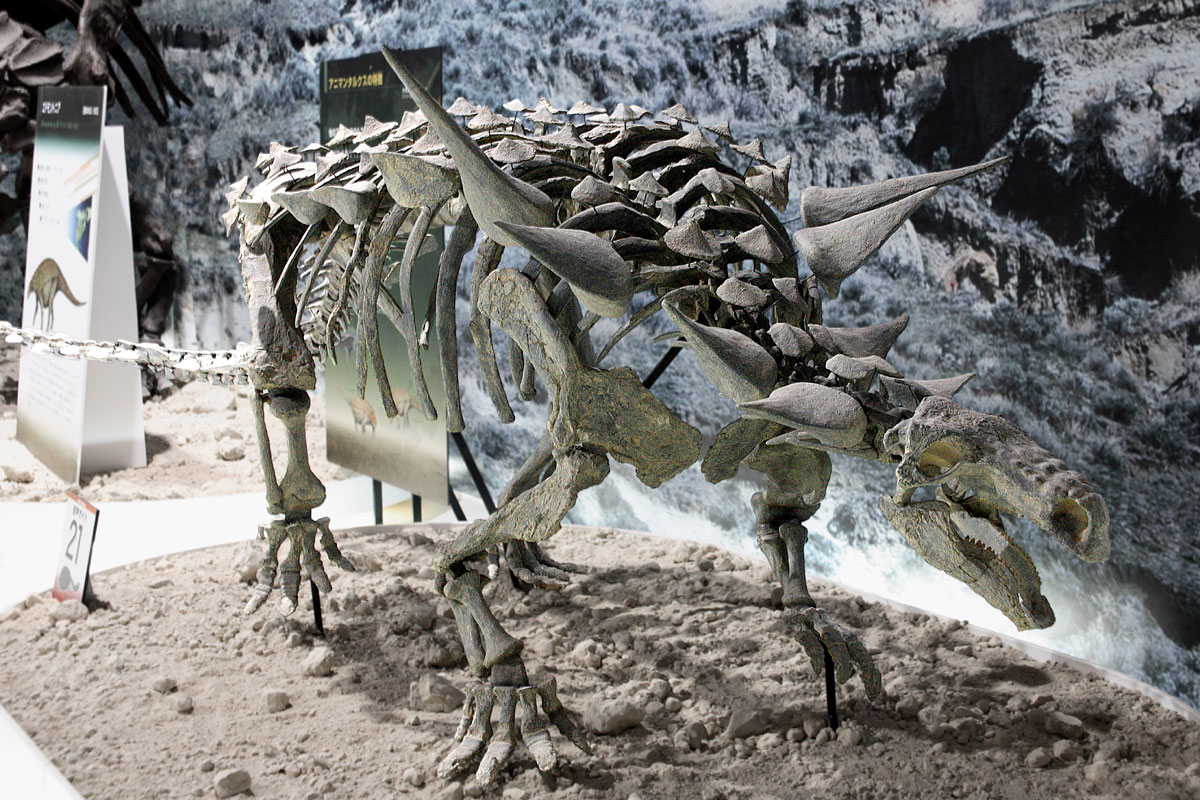
Squelette reconstitué d'Animantarx.

Il s'agissait d'un herbivore quadrupède, probablement lent, recouvert d’une lourde armure formée de plaques osseues dermiques de formes variées dont certaines sont transformées en piques. Cependant l’animal ne possède pas de masse d’arme au bout de sa queue comme d'autres ankylosauriens.
Animantarx est caractérisé par une combinaison unique de caractères, comme un arrière de crâne extrêmement bombé, de petites cornes sur les os postorbital et quadratojugal du crâne, et une mandibule seulement blindée sur la moitié de sa longueur.
Son crâne mesure environ 25 centimètres de long ce qui indiquerait que la longueur totale de l'animal est de d'ordre de 3 mètres.

## Paléoécologie
Les couches sédimentaires, déposées en environnement de plaine alluviale, qui ont livré Animantarx ont fourni également de très nombreux fossiles dont environ 80 espèces de vertébrés, dont des poissons, des crocodiliens, des serpents, des « oiseaux » primitifs et des mammifères. Les dinosaures sont représentés par des théropodes carnivores et plusieurs herbivores comme des iguanodontes du genre Eolambia.

## Classification
Animantarx est un nodosauridé primitif comme démontré par l'analyse phylogénétique réalisée sur cette famille, en 2011, par Richard S. Thompson et ses collègues.
Il était placé auparavant en groupe frère du genre Edmontonia,.